# Moeris (geslacht)
Moeris is een geslacht van vlinders van de familie dikkopjes (Hesperiidae), uit de onderfamilie Hesperiinae.

## Soorten
- M. crispinus (Plötz, 1882)
- M. ekka Evans, 1955
- M. hyagnis Godman, 1900
- M. padus Evans, 1955
- M. stollmeyeri (Bell, 1931)
- M. striga (Geyer, 1832)
- M. submetallescens (Hayward, 1940)